# Jacques Habert

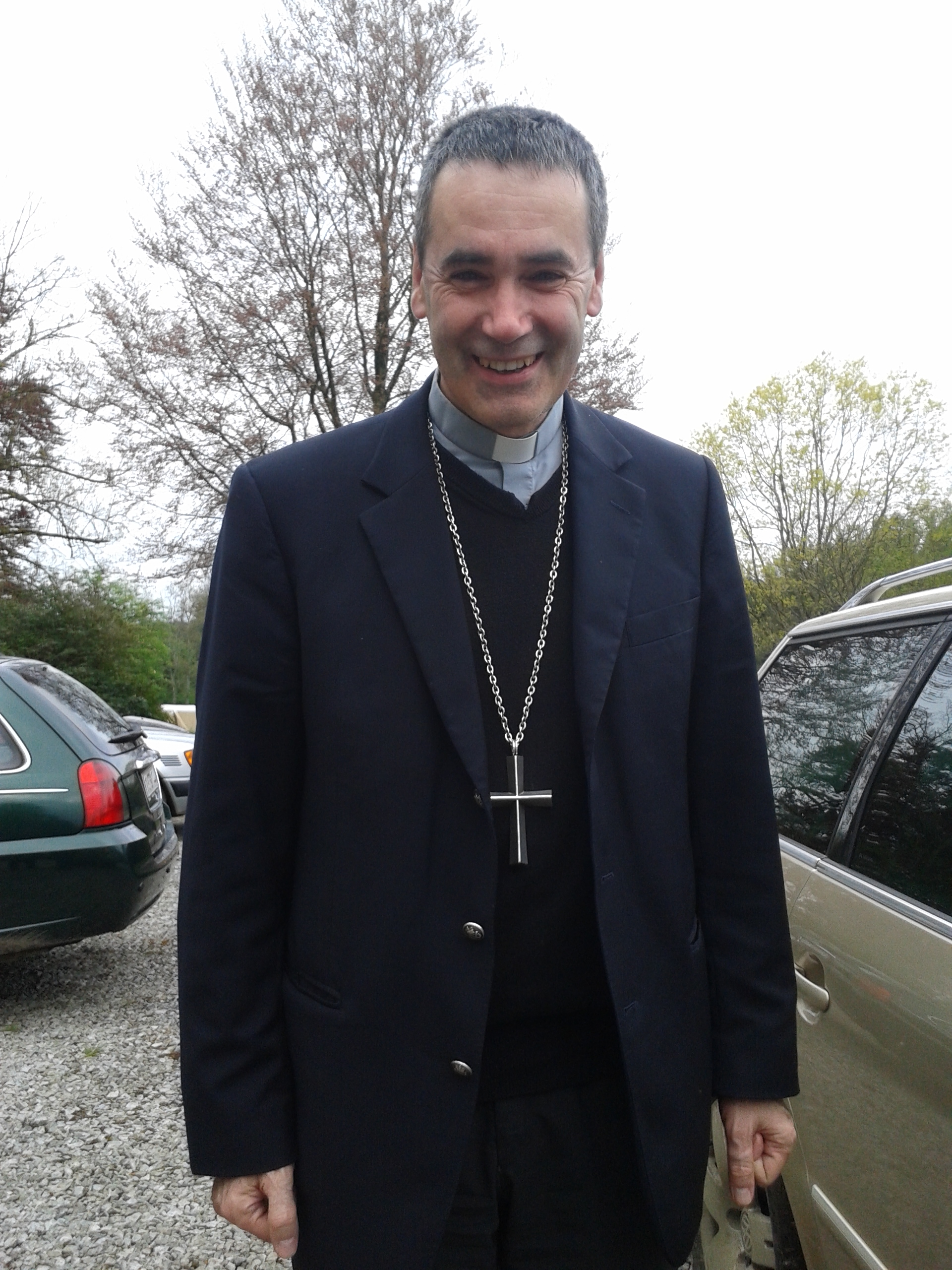
Jacques Habert (2014)

Wappen als Bischof von Sées

Jacques Léon Jean Marie Habert (* 2. Mai 1960 in Saint-Malo, Département Ille-et-Vilaine, Frankreich) ist ein französischer Geistlicher und römisch-katholischer Bischof von Bayeux.

## Leben
Jacques Léon Jean Marie Habert empfing am 30. September 1989 die Priesterweihe für das Bistum Créteil.
Papst Benedikt XVI. ernannte ihn am 28. Oktober 2010 zum Bischof von Sées. Die Bischofsweihe spendete ihm der Erzbischof von Rouen, Jean-Charles Descubes, am 9. Januar 2011; Mitkonsekratoren waren Michel Santier, Bischof von Créteil, und Jean-Claude Boulanger, Bischof von Bayeux. Sein Wahlspruch Manete in dilectione mea („Bleibt in meiner Liebe“) entstammt dem Johannesevangelium (Joh 15,9 ).
Papst Franziskus ernannte ihn am 10. November 2020 zum Bischof von Bayeux. Die Amtseinführung fand am 10. Januar des folgenden Jahres statt.